# دی لین
دی لین (انگلیسی: De Lijn) شرکت ترابری بلژیکی است، که در سال ۱۹۹۱ تأسیس شد.